# Příbramit
Příbramit je extrémně vzácný minerál se vzorcem CuSbSe2. Objevil ho na odvalu příbramské historické uranové šachty geolog Pavel Škácha z Hornického muzea Příbram. Jeho název je odvozen od místa nálezu.
Příbramit vytváří maximálně 150 mikrometrů velké agregáty složené z jednotlivých lupenitých krystalů v karbonátové žilovině společně s uraninitem a dalšími selenidy. Je kovově lesklý a relativně měkký.
Kromě místa oficiálního objevu byl popsán výskyt příbramitu v uranovém ložisku v Číně, a to již v roce 1995, tehdy zjištěné údaje však nebyly dostatečné pro oficiální uznání nového minerálu.
Mezinárodní komise pro nové minerály, nomenklaturu a klasifikaci (CNMNC) v červnu potvrdila správnost předložené žádosti o registraci a zároveň souhlasila s navrhovaným pojmenováním příbramit. Mezinárodní název příbramite (včetně české diakritiky) je uveden v Seznamu minerálů Mezinárodní mineralogické asociace počínaje aktualizací z července 2016.